# Estrímer
Un streamer, estrímer o comunicador en línia és una persona que es dedica a realitzar transmissions en línia mitjançant la retransmissió de vídeos en directe o diferit, visibles en plataformes com ara Youtube, Twitch o Mixer, i adreçats, com a forma d'entreteniment, a una audiència en gran part adolescent. La influència que tenen els retransmissors sobre el seu públic és tal que han aconseguit superar en termes d'audiència als mitjans d'entreteniment més tradicionals, com ara la Televisió, pel que fa el públic més jove. El gran nombre d'individus que realitzen aquest tipus d'activitats fa que haguem arribat a contemplar un gran nombre de diferents gèneres o categories, com ara videojocs, tutorials, música en viu (live), o fins i tot sessions de conversa amb els respectius espectadors (just chatting).

## Història
Mentre que els estrímers tal com els coneixem avui no van aparèixer aproximadament fins a principis de 2010, els seus orígens poden ser remuntats a plataformes de vídeo com ara Youtube, on els usuaris podien penjar vídeos d'ells mateixos en forma de vlog o de Let's play. Tot i que aquest contingut no era en directe, els usuaris podien arribar a guanyar una quantitat important de subscriptors als seus canals. Alguns d'ells, van tenir tan d'èxit que van aconseguir guanyar-se la vida mitjançant la creació de continguts per la plataforma. Va ser gràcies a la creixent popularitat de plataformes com Twitch o Mixer que cada cop més usuaris van poder fer de les seves pròpies retransmissions en directe la seva nova feina, guanyant tal suma de diners que els va permetre la plena dedicació a l'emissió en línia. A dia d'avui, són moltes les plataformes en què els usuaris poden retransmetre i crear el seu propi contingut original, encara que la principal i la més visitada és Twitch, que és propietat d'Amazon

## Categories populars

### Videojocs

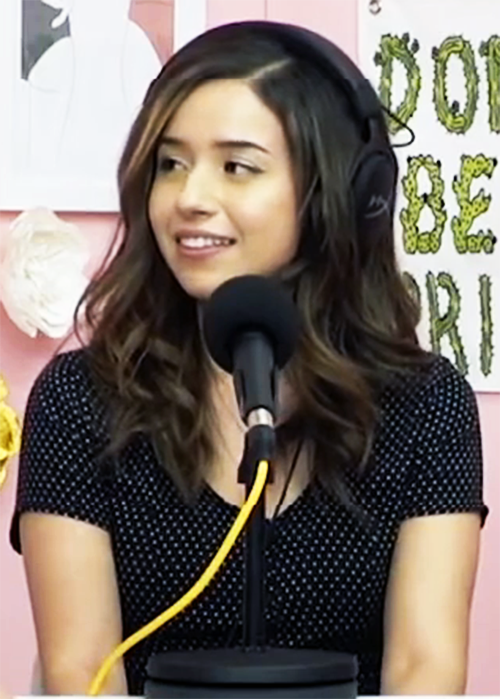
Imane Anys, més coneguda com a Pokimane, és la streamer femenina amb més seguidors a Twitch, amb un total de 6,5milions.

Aquells retransmissors que ofereixen contingut directament relacionat als videojocs són els que han tingut més popularitat i audiència des dels principis d'aquest fenomen; ells són els que representen l'enorme majoria de creadors de contingut d'aquest tipus. Els que poden i els ho permet la seva popularitat, es guanyen la vida a partir de la retransmissió de gameplays, de speedruns en directe o la realització recorreguda (walkthrough) de videjocs. Richard Blevins, més conegut com a Ninja, encapçala el rànquing dels retransmissors més populars a Twitch, i compta actualment amb més de 16 milions de seguidors. Deu la seva popularitat principalment a Fortnite, desenvolupat per Epic Games. Actualment (desembre de 2020), els videojocs més populars emesos a Twitch són League of Legends, que encapçala el rànquing amb un total de 111.684.336 hores visualitzades, Fortnite, Minecraft, Among Us, Counter Strike: Global Offensive, World of Warcraft i Gran Theft Auto V, entre d'altres.

### Retransmissions IRL (in real life)
Mentre que la majoria creadors de contingut en directe es dediquen a jugar a videojocs, són molts els que prefereixen dur a terme retransmissions IRL (de l'anglès in real life, que significa "en la vida real"), amb les quals emeten la seva pròpia vida quotidiana. Al principi, molts llocs de retransmissió prohibien les reproduccions en directe que no corresponien a videojocs, ja que pensaven que aquest fet perjudicaria la qualitat del contingut de les seves plataformes. No obstant això, a mesura que creixia la demanda de contingut no relacionat amb el amb aquest sector, molts d'aquests llocs web van decidir permetre el contingut IRL. Aquesta categoria contempla infinitat de tipus de formats diferents; debats amb els espectadors, reaccions a vídeos proposats, creació de tutorials, d'art o de música en directe, etc. Les retransmissions IRL s'han anat popularitzant amb els anys com a alternativa per aquells espectadors que no necessàriament els interessi el món dels videojocs, o que simplement els vingui de gust un altre tipus de contingut sempre que aquest continuï essent entretingut.

## Retransmissors castellanoparlants
La comunitat castellanoparlant ha adquirit un pes important dins del món de l'estríming. Aquest fet és tal, que 3 dels 10 canals més seguits de Twitch avui dia retransmeten els seus continguts en castellà, acumulant entre els tres un total de poc més de 39 milions de seguidors.